# Tali (cantante)
Tali Golergant, nota semplicemente come Tali (in ebraico טלי גולרגנט‎?; Gerusalemme, 26 novembre 2000), è una cantautrice, attrice e danzatrice israeliana con cittadinanza lussemburghese.
Ha rappresentato il Lussemburgo all'Eurovision Song Contest 2024 con il brano Fighter.

## Biografia
Tali Golergant nasce in Israele da padre ebreo immigrato dal Perù e madre israeliana. Seguendo il lavoro del padre, si trasferisce con la sua famiglia in diversi paesi, tra cui Cile e Argentina, fino a stabilirsi a Limpertsberg, piccolo quartiere della città di Lussemburgo, dove ha vissuto per dieci anni. Ha iniziato a suonare il pianoforte all'età di 7 anni e ha cominciato a cantare, comporre canzoni e recitare in teatro all'età di 12 anni. Ha frequentato la Scuola Internazionale di Lussemburgo, prima di trasferirsi a New York per studiare teatro musicale al Marymount Manhattan College.
All'età di 16 anni ha pubblicato il suo singolo di debutto, seguito nel 2021 dal suo EP di debutto, Lose You. Insieme alla sua band, ha fatto tournée in diversi locali di New York, tra cui il Rockwood Music Hall, il Mercury Lounge, il Arlene's Grocery e il Delancey Street. Inoltre, Golergant ha intrapreso una carriera da attrice teatrale, interpretando ruoli come Tzeitel in Fiddler on the Roof, Sue Snell in Carrie ed Éponine in Les Misérables; ha inoltre recitato nel cortometraggio indipendente Agua.
Nel dicembre 2023, Tali è stata confermata come una dei otto partecipanti al Luxembourg Song Contest, il nuovo metodo di selezione nazionale che ha designato il rappresentante del Lussemburgo all'Eurovision Song Contest per la prima volta dopo la sua ultima partecipazione nel 1993. Il 9 gennaio 2024 è stato presentato il suo inedito Fighter, che porta la firma tra gli altri del produttore discografico italiano Dardust. Nella competizione, tenutasi il successivo 27 gennaio, è stata proclamata vincitrice dopo aver ottenuto il massimo dei punti da parte della giuria e arrivando seconda nel televoto, garantendosi così il diritto di rappresentare il Granducato sul palco eurovisivo di Malmö.

## Stile musicale
Tali descrive la sua musica come un mix di pop, indie e R&B, mentre cita Lizzy McAlpine, Sara Bareilles e Lady Gaga come sue principali influenze artistiche.

## Vita privata
Tali parla fluentemente inglese, ebraico e spagnolo, ed è in grado di comunicare in francese e tedesco. Attualmente vive dividendosi tra New York e il Lussemburgo.

## Discografia

### EP
- 2021 – Lose You

### Singoli
- 2020 – Temporary
- 2020 – By the Ivory
- 2020 – Mountains Between Us
- 2021 – Lose You
- 2021 – At All
- 2022 – Garden of Eden
- 2023 – Dancing Alone
- 2024 – Fighter
- 2025 – Dear Parents